# International Shorin Ryu Karatedo & Kobudo Shinshukan
La International Shorin-Ryu Karate-Do & Kobu-Do Shinshukan es una escuela mundial de karatedo y kobudo. Esta misma fue fundada por Yoshihide Shinzato.
La escuela se nombra de diferentes maneras, de las cuales son: 
- International Shorin-Ryu Karate-Do & Kobu-Do Shinshukan
- Shorin-Ryu Karate-Do & Kobu-Do Shinshukan International
- Internacional Shorin-Ryu Karate-Do & Kobu-Do Shinshukan
- Shorin-Ryu Karate-Do & Kobu-Do Shinshukan Internacional
- Okinawa Shorin-Ryu Karate-Do & Kobu-Do Shinshukan
- Shinshukan

La palabra "Internacional" o "International" se mantiene cuando se refiere a la asociación en el ámbito internacional, cuando se refiere a la asociación en un ámbito nacional se cambia la palabra por el nombre del país en el determinado idioma oficial.
El nombre "Shinshukan" proviene de los kanjis "新秀館". El primer kanji se traduce cómo: nuevo o fresco, el segundo significa: sobresaliente, excelente, sobresalir o sobrepasar; y el tercero puede significar: edificio o mansión, aunque también puede significar "escuela", así que la palabra "shinshukan" se traduce cómo: "Nueva excelente escuela".

## Historia

### Academia Santista de Karate-Do
El 3 de junio de 1962 Yoshihide Shinzato fundó la Academia Santista de Karate-Do siendo esta luego renombrada a Okinawa Shorin-Ryu Karate-Do Brasil creando la primera filial de la Shinshukan; nombre que le dieron sus hijos Masahiro, Mitsuhide y Hirokazu.

### Expansión a Argentina
Tras la unión del Sensei Héctor González Ceballos al Hanshi Yoshihide Shinzato cómo su alumno y tras obtener graduaciones mayores a las que tenía y la aprobación del Hanshi Shinzato, volvió a la Argentina y en Córdoba fundó el Dojo Central de la Argentina Shorin-Ryu Karate-Do & Kobu-Do Shinshukan.

## Graduaciones y títulos

### Graduaciones
La Shinshukan tiene un sistema de graduaciones Kyu y Dan mundial.
La escritura de estas graduaciones depende de la especialidad (Karate-Do/Kobu-Do) y se escriben de esta manera:
Por ejemplo.
- Shinshukan Karate-Do 3°Kyu
- Shinshukan Karate-Do 6°Dan Renshi
- Shinshukan Kobu-Do 7°Kyu
- Shinshukan Kobu-Do 4°Dan

En las graduaciones de título (6/7/8/9/10°Dan) se agrega el título al final de la escritura: Por ejemplo.
- Shinshukan Karate-Do 9°Dan Hanshi
- Shinshukan Kobu-Do 7°Dan Kyoshi

#### Grados Kyu
Los grados Kyu son la primera clase de graduaciones de la escuela, comienza en el cinturón blanco y termina en el marrón. Desde el 7°Kyu hasta el 1°Kyu, que es el más alto frado Kyu.
| Kyu | Cinturón | Cinturón | Cinturón |
| --- | -------- | -------- | -------- |
| 7°  |          |          |          |
| 6°  |          |          |          |
| 5°  |          |          |          |
| 4°  |          |          |          |
| 3°  |          |          |          |
| 2°  |          |          |          |
| 1°  |          |          |          |

#### Grados Dan
Los grados Dan, son la segunda clase de graduaciones de la escuela y la más importante. Comienza en el cinturón negro y termina en el rojo. Desde el 1°Dan hasta el 10°Dan.
| Dan | Cinturón | Cinturón | Cinturón |
| --- | -------- | -------- | -------- |
| 1°  |          |          |          |
| 2°  |          |          |          |
| 3°  |          |          |          |
| 4°  |          |          |          |
| 5°  |          |          |          |
| 6°  |          |          |          |
| 7°  |          |          |          |
| 8°  |          |          |          |
| 9°  |          |          |          |
| 10° |          |          |          |

### Títulos
Los títulos en la Shinshukan son variados y entregados en diferentes momentos específicos, todos tienen un significado y un portador específico de una manera. Estos títulos se agregan al nombre cómo prefijo del nombre; Por ejemplo:
- Sensei Héctor González Ceballos
- Kyoshi Gilberto Israel
- Hanshi Masahiro Shinzato

Los títulos son los siguientes:
| Nombre del Título | Lo utiliza/an:                                                    | Es entregado:                                                          |
| ----------------- | ----------------------------------------------------------------- | ---------------------------------------------------------------------- |
| Senpai            | Los alumnos avanzados de un Dojo                                  | No tiene momento específico                                            |
| Sensei            | La persona portadora de una Graduación Dan y/o a cargo de un Dojo | Al recibir una Graduación Dan o al momento de estar a cargo de un Dojo |
| Renshi            | La persona con Graduación 6°Dan                                   | Al recibir la Graduación 6°Dan                                         |
| Kyoshi            | La persona con Graduación 7°Dan o 8°Dan                           | Al recibir la Graduación 7°Dan o 8°Dan                                 |
| Hanshi            | La persona con Graduación 9°Dan o 10°Dan                          | Al recibir la Graduación 9°Dan o 10°Dan                                |

## Katas

### Karate-Do
- Kihon Kata Ichidan (Chibana no Kata Ichiban)
- Kihon Kata Nidan (Chibana no Kata Niban)
- Kihon Kata Sandan (Chibana no Kata Sanban)
- Kihon Kata Yondan
- Kihon Kata Godan
- Kihon Kata Rokudan
- Fukyu Kata Ichi
- Fukyu Kata Ni
- Naihanchi Shodan
- Naihanchi Nidan
- Naihanchi Sanban
- Pinan Shodan
- Pinan Niban
- Pinan Sanban
- Pinan Yondan
- Pinan Godan
- Kushanku Sho
- Itosu No Passai (Passai Sho)
- Kushanku Dai
- Matsumura No Passai (Passai Dai)
- Chinto
- Teisho - Miyahira No Kata
- Gojushijo
- Jion
- Koryu Passai
- Unsu No Kata
- Ryu Ko - Shinzato no Kata

### Kobu-Do

#### Bo
- Ufugusuku no Kun
- Choun no Kun Sho
- Oshiro no Kun
- Chikin Bo
- Sushi no Kun Sho
- Choun no Kun Dai
- Chikin no Kun
- Sushi no Kun Dai

#### Nunchaku
- Maezato no Nunchaku
- Nunchaku Sanban
- Nunchaku Kihon Kata

#### Tonfa
- Tonfa Ichiban
- Tonfa Niban
- Hamahiga no Tonfa

#### Sai
- Akamine no Sai
- Nicho Sai
- Sai Ichiban
- Sai Niban
- Sai Sanban
- Chatanyara no Sai
- Hamahiga no Sai

#### Kama
- Kama Kihon Kata
- Kama Dai Ichi
- Kama Dai Ni
- Kama Sanban

#### Eku
- Eku no Kata

## Filiales
| País          | Nombre de la Asociación                               | Referencia  |
| ------------- | ----------------------------------------------------- | ----------- |
| Argentina     | Argentina Shorin-Ryu Karate-Do & Kobu-Do Shinshukan   | [ 4 ]       |
| Australia     | Australia Shorin-Ryu Karate-Do & Kobu-Do Shinshukan   |             |
| Bolivia       | Bolivia Shorin-Ryu Karate-Do & Kobu-Do Shinshukan     |             |
| Brasil        | Brasil Shorin-Ryu Karate-Do & Kobu-Do Shinshukan      | [ 5 ]       |
| Canadá        | Canada Shorin-Ryu Karate-Do & Kobu-Do Shinshukan      | [ 6 ]       |
| Chile         | Chile Shorin-Ryu Karate-Do & Kobu-Do Shinshukan       | [ 7 ] [ 8 ] |
| Colombia      | Colombia Shorin-Ryu Karate-Do & Kobu-Do Shinshukan    | [ 9 ]       |
| Cuba          | Cuba Shorin-Ryu Karate-Do & Kobu-Do Shinshukan        | [ 10 ]      |
| El Salvador   | El Salvador Shorin-Ryu Karate-Do & Kobu-Do Shinshukan | [ 11 ]      |
| España        | España Shorin-Ryu Karate-Do & Kobu-Do Shinshukan      | [ 12 ]      |
| México        | Mexico Shorin-Ryu Karate-Do & Kobu-Do Shinshukan      | [ 13 ]      |
| Nueva Zelanda | New Zealand Shorin-Ryu Karate-Do & Kobu-Do Shinshukan |             |
| Portugal      | Portugal Shorin-Ryu Karate-Do & Kobu-Do Shinshukan    |             |
| Uruguay       | Uruguay Shorin-Ryu Karate-Do & Kobu-Do Shinshukan     | [ 14 ]      |
| Venezuela     | Venezuela Shorin-Ryu Karate-Do & Kobu-Do Shinshukan   | [ 15 ]      |